# Vrtání

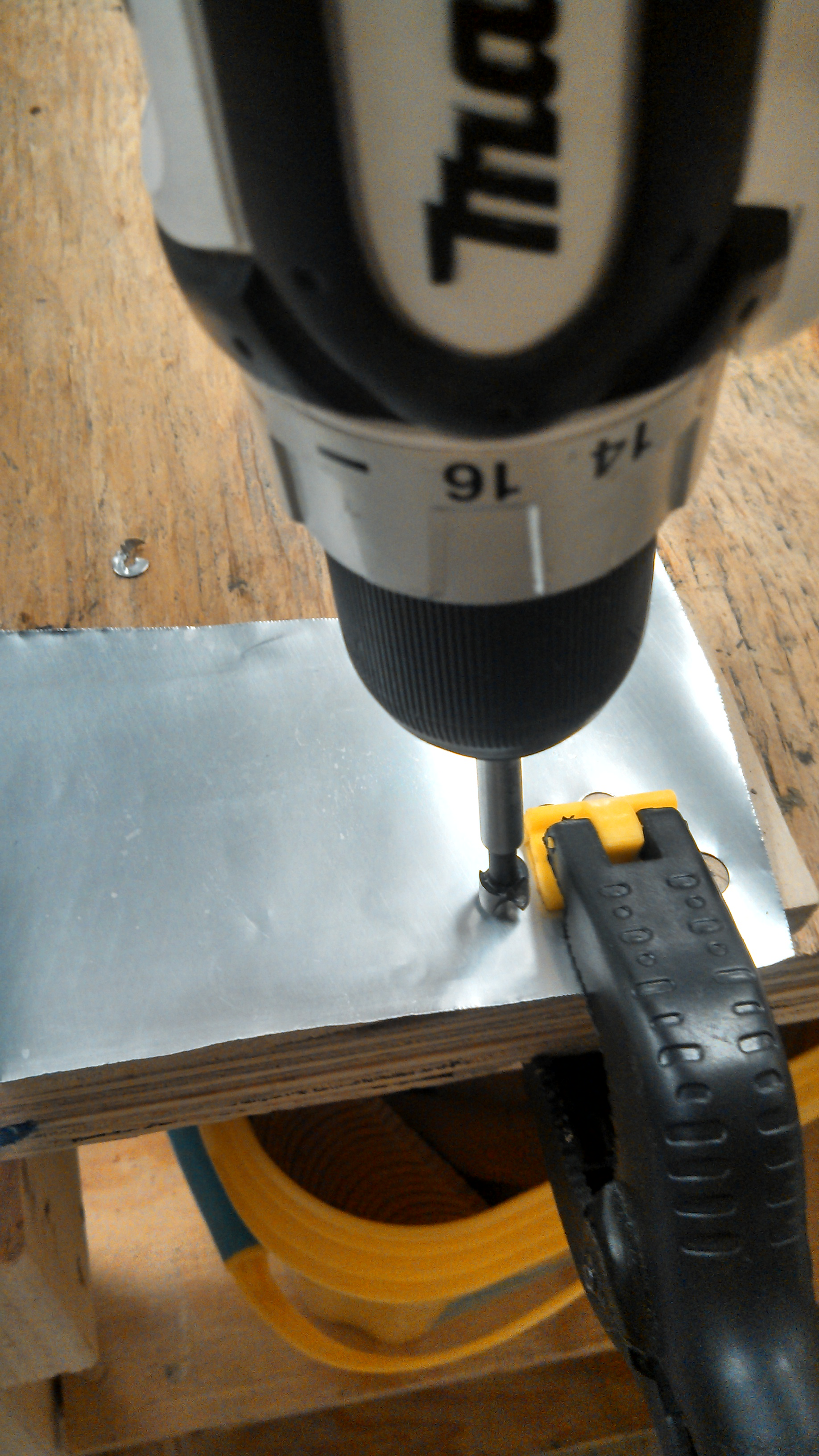
Vrtání na vrtačce

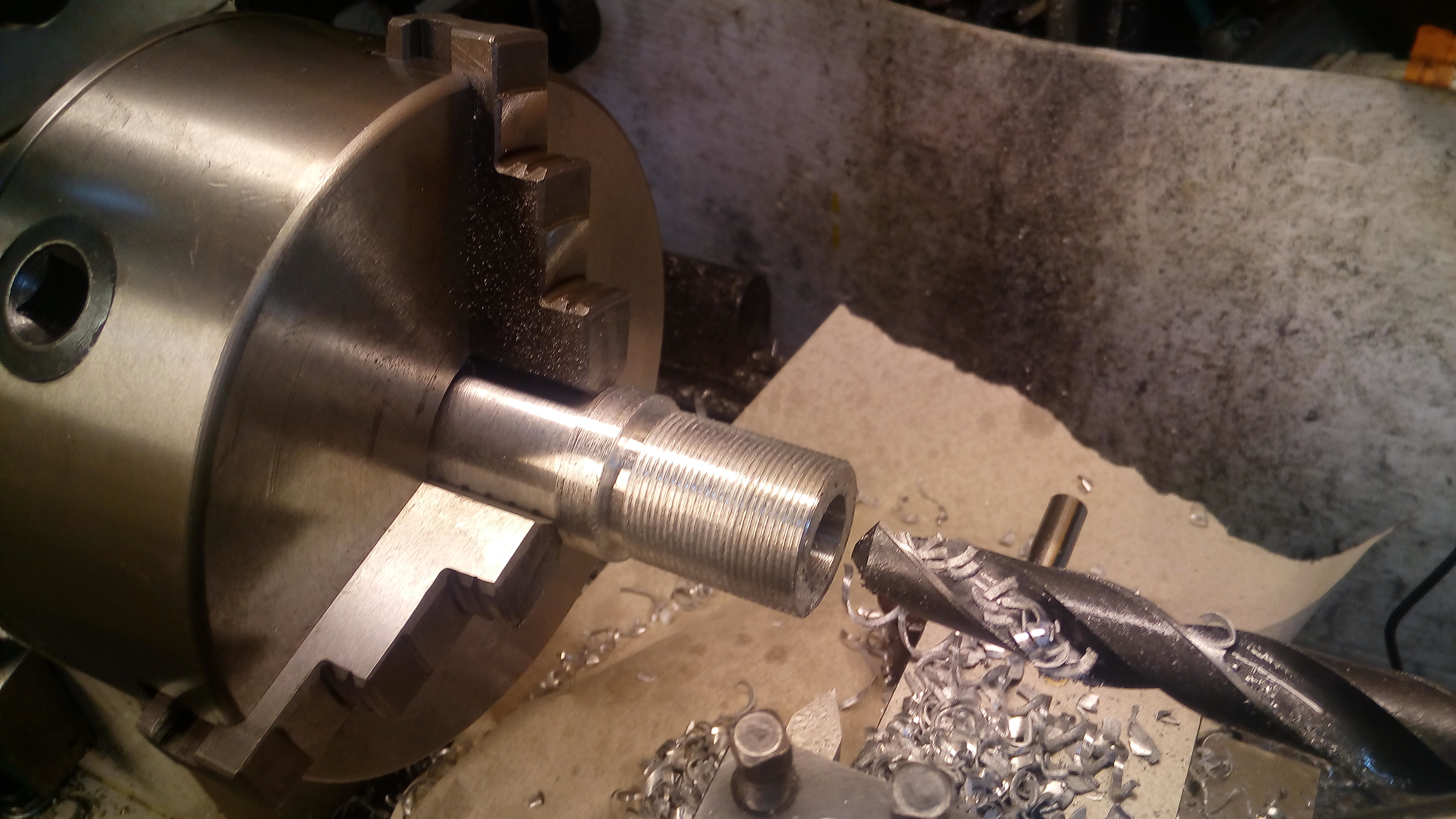
Vrtání na soustruhu

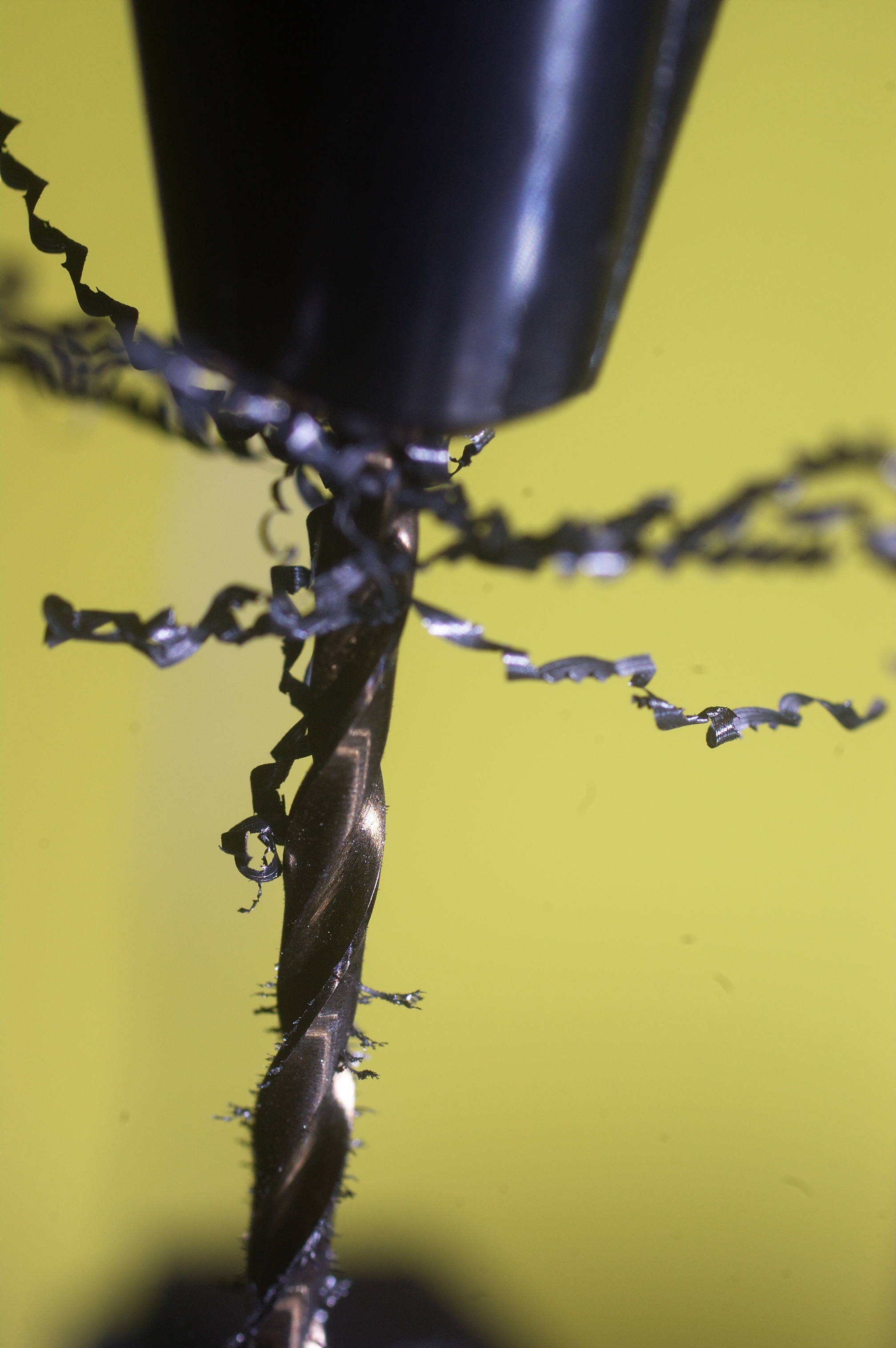
Vrták s třískami, jež vrtáním vznikají

Vrtání je třískové obrábění materiálu rotačním pohybem nástroje (vrtáku). Vrták koná hlavní řezný (otáčivý) pohyb, ale i vedlejší (posuv). Vrtáním se v obrobku vytvářejí otvory válcového tvaru, které mohou být průchozí nebo slepé. Při vrtání na vrtačce vykonává nástroj oba pohyby (do záběru i do řezu), kdežto obrobek se zpravidla nepohybuje. Při vrtání na soustruhu se obrobek otáčí a vrták vykonává pohyb do záběru.

## Druhy vrtání
- Strojní vrtání
  - na stojanové nebo stolní vrtačce - obrobek je na stole a může být upnut ve svěráku,
  - na soustruhu – obrobek je upnut na vřeteníku, vrták je v pinole koníku
- Ruční vrtání – vrtačka se drží v ruce. Používá se ruční vrtačka nebo svidřík, elektrická nebo akumulátorová vrtačka.